# Mezquita de la M-30
La Mezquita de la M-30, formalmente Centro Cultural Islámico de Madrid, es la mezquita más grande de España. Se encuentra en el Distrito de Ciudad Lineal de Madrid.

## Historia
En 1976, dieciocho países musulmanes con representación diplomática en España firmaron un acuerdo para erigir una mezquita en Madrid. Sin embargo, el proyecto quedó postergado durante once años, hasta que el rey Fahd de Arabia Saudí aportó la financiación necesaria (2000 millones de pesetas) para ejecutar la construcción. Tras cinco años de obras, el 21 de septiembre de 1992, el entonces príncipe Salmán bin Abdulaziz de Arabia Saudí y Juan Carlos I de España inauguraron el edificio.
El control saudí del centro despertó desde el primer momento los recelos de la comunidad musulmana afincada en Madrid y de hecho Arabia Saudí marcó la guía administrativa y espiritual del CCI hasta principios de 2001, año en que pasó a supervisar el Colegio Concertado de éste. La administración y financiación está a cargo de la Muslim World League (Liga del Mundo Islámico), una ONG internacional financiado por el propio gobierno saudí y con sede principal en La Meca (Arabia Saudí) 
Actualmente, la dirección general de la liga en España, está a cargo del Jeque Imam Hussam Siddiq Khoja de Arabia Saudí. La gerencia y dirección espiritual está a cargo del jeque Adil Mohamed Hachmi de Ceuta, que actúa también como responsable de asuntos religiosos y el imán principal.

## Descripción
El conjunto, de 12 000 metros cuadrados distribuidos en seis plantas, la convirtió en el momento de su inauguración en la mezquita más grande de Europa. Cuenta además de la mezquita con un colegio, una biblioteca (con fondos árabes, españoles, ingleses y franceses), dos salas de exposiciones, un museo, un auditorio, un gimnasio, las viviendas del director y el imán, un restaurante y una cafetería. La fachada del complejo es de mármol blanco.

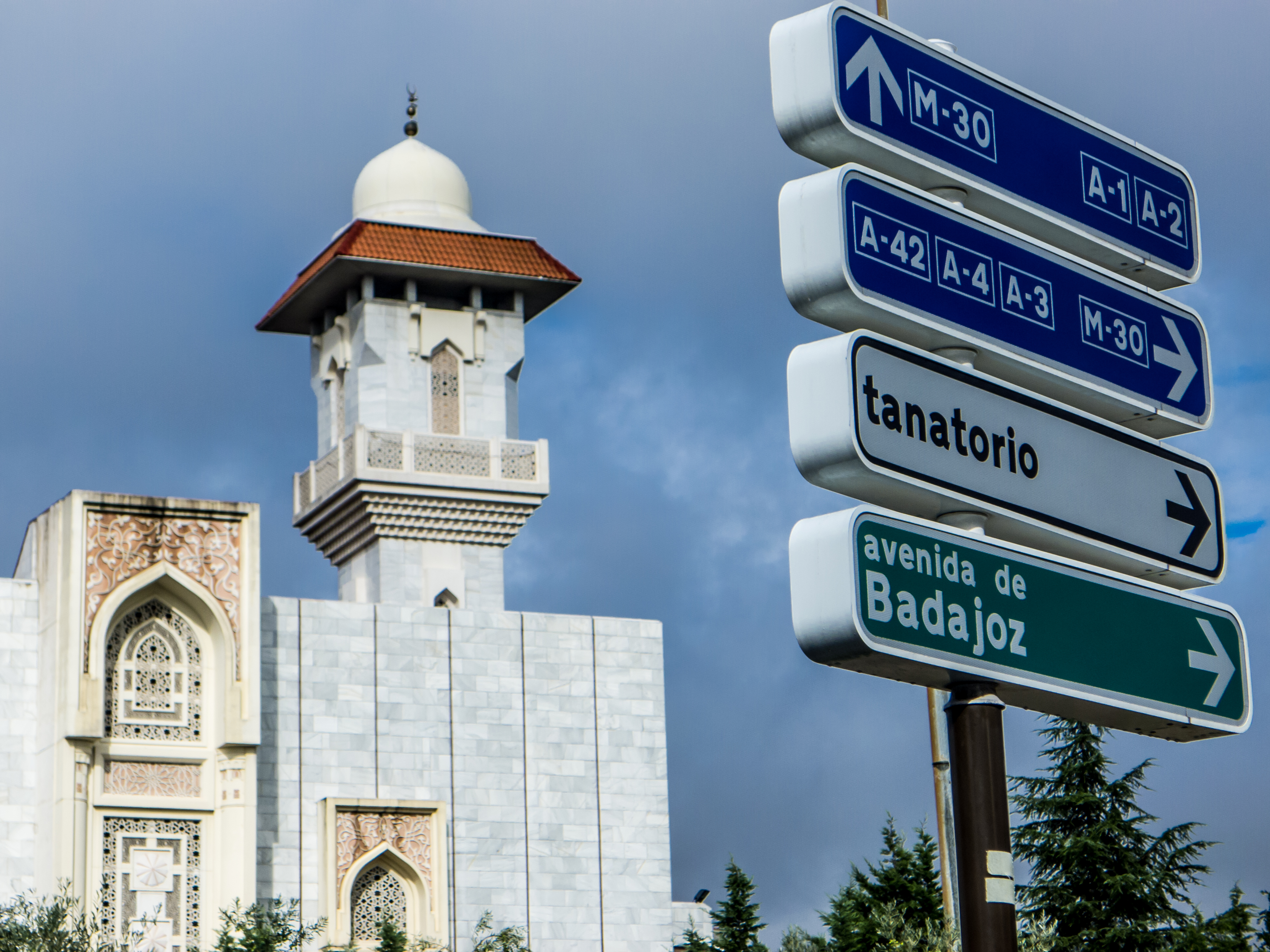

El interior de la mezquita está inspirado en la Mezquita-catedral de Santa María de Córdoba y en su impresionante columnario. El alminar de esta gran mezquita se reconoce claramente en la distancia y es ya toda una seña de identidad de Ciudad Lineal e incluso de la villa de Madrid, así como de una gran parte de la comunidad musulmana peninsular. Este, sin embargo, rara vez ha sido utilizado; en la España peninsular es extraño que haya almuédanos en las mezquitas. Este alminar es el segundo construido en la ciudad en el siglo XX, ya que la Mezquita Central es anterior. Pese a haber bastantes más mezquitas en la ciudad, no se han construido más alminares en la ciudad hasta la fecha. Estos dos serían, pues, los únicos construidos con posterioridad al periodo andalusí del Madrid medieval, aunque también existe la creencia de algunos historiadores y arqueólogos, como Elías Tormo, de que el campanario de San Nicolás de los Servitas es un antiguo minarete del siglo XII, o de que al menos fue construido sobre un antiguo alminar.